# 1978년 대한민국의 영화
다음은 1978년에 대한민국에 개봉한 영화에 관해 서술한다.

## 흥행 주요 기록
외화는 <007 나를 사랑한 스파이>가 서울 관객 55만으로 1위를 차지했다. 그 뒤를 <지옥의 특전대>(41만), <죠스>(38만)가 뒤를 이었다. 방화에서는 <내가 버린 여자가 서울 375,819명으로 1위를 차지했다. <속 별들의 고향>이 29만 명으로 2위를 차지했다. 3위는 <O양의 아파트>로 28만을 기록했다.

## 이벤트 및 수상
- 제14회 백상예술대상
- 제17회 대종상 영화제
- 제2회 황금촬영상

## 같이 보기
- 대한민국의 영화